# 小城錦康年
小城錦 康年（おぎにしき やすとし、1971年7月8日 - ）は、千葉県市川市出身で出羽海部屋に所属した元大相撲力士。本名は小岩井 康年（こいわい やすとし）。得意手は左四つ、寄り。最高位は東小結（1997年7月場所）。現在は年寄・中立。身長186cm、体重141kg。父は元関脇・小城ノ花正昭、兄は元前頭・小城ノ花昭和、趣味はサッカー、スポーツ観戦、血液型はA型。

## 来歴
1987年3月場所初土俵、1991年11月場所新十両、1993年5月場所新入幕、2004年1月場所限りで引退した。
新入幕を果たした1993年5月場所では9勝6敗と勝ち越したものの、翌7月場所は4勝11敗と大敗して十両に陥落。再入幕の11月場所（前頭16枚目）で11勝を挙げて敢闘賞を受賞。東前頭5枚目で迎えた1994年1月場所は7勝8敗と惜しくも負け越したが、続く3月場所で、優勝した横綱曙から金星を奪うなど9勝を挙げて技能賞を獲得、当時新鋭だった武双山、魁皇とともに「若手三羽烏」と呼ばれ、3人で相撲雑誌の表紙を飾ったこともある。東前頭筆頭で迎えた5月場所は7勝8敗と惜しくも負け越して、三役昇進を逃す。以降は、故障がちで低迷を続ける。幕内下位では勝ち越すものの、横綱・大関との対戦がある上位では大負けする時期が長く続いた。
復調の兆しを見せたのが、東前頭4枚目で迎えた1996年11月場所である。6勝9敗と負け越しはしたものの、優勝した武蔵丸と若乃花、貴ノ浪の3大関に勝利した。幕尻（前頭15枚目）で迎えた1997年3月場所では、三賞こそ逃したものの11勝を挙げる。西前頭5枚目で迎えた5月場所にも11勝を挙げて技能賞を獲得し、完全復活を印象づけた。この頃から小城錦の左四つから一気に寄る相撲の取り口は「速攻相撲」と呼ばれるようになる。
同年7月場所では念願の小結昇進を果たす が、5月場所千秋楽の土佐ノ海戦で負けた際に傷めた膝の故障の影響で、4勝11敗と大負けし、以降三役に復帰することはなかった。それでも上位ではたびたび善戦し、西前頭3枚目で迎えた1998年5月場所では横綱貴乃花（金星）、優勝した大関若乃花、大関貴ノ浪に勝利し、8勝7敗で殊勲賞を受賞している。
しかし、同年7月場所で右上腕三頭筋筋挫傷により途中休場すると、再度低迷するようになる。1999年7月場所でついに十両に陥落した（この十両陥落で出羽海部屋の幕内力士が100年以上振りに途絶えた）。同部屋の金開山が幕内に復帰して1場所で解消されたとはいえ、自らのせいで部屋の記録を101年ぶりに途絶えさせてしまったという思いがあったようで、そのため十両では格の違いを見せ2場所連続優勝、2000年3月場所に幕内復帰を果たす。しかし今度は左上腕三頭筋断裂の不幸に見舞われ、2001年7月場所に十両陥落。以降は幕内と十両を行ったり来たりした。2002年5月場所に十両に陥落すると、以降幕内に復帰することはなかった。幕下陥落が決定的になった2004年1月場所限りで引退し、中立を襲名。親方としては部屋の稽古場で若い衆への細かい指導を重点的に行っている。
横綱・大関戦に善戦し、特に貴ノ浪に強かった(幕内対戦成績は6勝10敗であり、そのうち5勝については貴ノ浪は大関であった)。なお、貴ノ浪とは同期である。また、優勝力士に4度土をつけている（曙、若乃花、武蔵丸、貴ノ浪）。

## エピソード
- 東前頭15枚目で迎えた1997年3月場所で11勝を挙げて三賞候補に挙がりながら受賞を逃した。審査では「十両力士？」と悪い冗談が出たほど当時の小城錦は長期に渡り低迷していた。その翌場所、上位でも11勝をマークして雪辱を果たすこととなる。
- 西前頭5枚目で迎えた1997年5月場所の千秋楽に土佐ノ海戦で勝利していれば技能・敢闘のダブル受賞に加え新三役は小結を飛び越えて父と並ぶ関脇での昇進が約束されていた。
- 西十両13枚目で迎えた2004年1月場所8日目に新十両で東十両12枚目であった白鵬と対戦したが、小手投げで敗れている。小城錦はこの場所の12日目に引退している。

## 主な成績
- 通算成績：605勝585敗107休 勝率.508
- 幕内成績：299勝359敗47休 勝率.454
- 現役在位：102場所
- 幕内在位：47場所
- 三役在位：1場所 (小結1場所)
- 三賞：4回
  - 殊勲賞：1回 (1998年5月場所)
  - 敢闘賞：1回 (1993年11月場所)
  - 技能賞：2回 (1994年3月場所、1997年5月場所)
- 金星：2個（曙1個、貴乃花1個）
- 各段優勝
  - 十両優勝：2回(1999年11月場所、2000年1月場所)

### 場所別成績
| | 一月場所 初場所（東京） | 三月場所 春場所（大阪） | 五月場所 夏場所（東京） | 七月場所 名古屋場所（愛知） | 九月場所 秋場所（東京） | 十一月場所 九州場所（福岡） |
| --- | ----------------------- | ----------------------- | ----------------------- | --------------------------- | ----------------------- | --------------------------- |
| 1987年 （昭和62年） | x                       | （前相撲）              | 西序ノ口5枚目 2–0–5     | 東序ノ口20枚目 休場 0–0–7   | 東序ノ口20枚目 6–1      | 東序二段101枚目 6–1         |
| 1988年 （昭和63年） | 東序二段34枚目 4–3      | 東序二段8枚目 3–4       | 西序二段25枚目 6–1      | 東三段目68枚目 3–4          | 東三段目90枚目 6–1      | 東三段目38枚目 4–3          |
| 1989年 （平成元年） | 東三段目23枚目 3–4      | 西三段目36枚目 3–4      | 西三段目53枚目 4–3      | 西三段目36枚目 6–1          | 東幕下57枚目 3–4        | 東三段目10枚目 4–3          |
| 1990年 （平成2年） | 西幕下59枚目 3–4        | 西三段目14枚目 3–4      | 西三段目30枚目 5–2      | 西三段目4枚目 5–2           | 東幕下42枚目 6–1        | 西幕下19枚目 4–3            |
| 1991年 （平成3年） | 東幕下12枚目 2–5        | 東幕下27枚目 5–2        | 西幕下14枚目 5–2        | 西幕下3枚目 4–3             | 東幕下筆頭 6–1          | 西十両8枚目 6–9             |
| 1992年 （平成4年） | 西十両12枚目 7–8        | 東十両13枚目 9–6        | 西十両7枚目 6–9         | 西十両9枚目 7–8             | 東十両10枚目 10–5       | 西十両4枚目 8–7             |
| 1993年 （平成5年） | 西十両2枚目 8–7         | 東十両筆頭 8–7          | 東前頭16枚目 9–6        | 西前頭10枚目 4–11           | 東十両筆頭 9–6          | 東前頭16枚目 11–4 敢        |
| 1994年 （平成6年） | 東前頭5枚目 7–8         | 東前頭6枚目 9–6 技★     | 東前頭筆頭 7–8          | 西前頭筆頭 4–11             | 東前頭8枚目 5–10        | 東前頭14枚目 8–7            |
| 1995年 （平成7年） | 西前頭12枚目 9–6        | 西前頭5枚目 3–12        | 西前頭15枚目 8–7        | 西前頭14枚目 9–6            | 東前頭6枚目 5–10        | 東前頭13枚目 8–7            |
| 1996年 （平成8年） | 東前頭12枚目 8–7        | 西前頭3枚目 2–13        | 東前頭13枚目 8–7        | 西前頭12枚目 8–7            | 東前頭11枚目 9–6        | 東前頭4枚目 6–9             |
| 1997年 （平成9年） | 東前頭6枚目 4–11        | 東前頭15枚目 11–4       | 西前頭5枚目 11–4 技     | 東小結 4–11                 | 東前頭3枚目 休場 0–0–15 | 東前頭3枚目 6–9             |
| 1998年 （平成10年） | 東前頭5枚目 5–10        | 西前頭8枚目 9–6         | 西前頭3枚目 8–7 殊★     | 東前頭筆頭 2–9–4            | 西前頭8枚目 休場 0–0–15 | 西前頭8枚目 6–9             |
| 1999年 （平成11年） | 東前頭12枚目 8–7        | 東前頭11枚目 7–8        | 東前頭14枚目 5–10       | 東十両3枚目 6–9             | 東十両7枚目 8–7         | 東十両5枚目 優勝 11–4       |
| 2000年 （平成12年） | 東十両2枚目 優勝 13–2   | 西前頭9枚目 8–7         | 東前頭3枚目 6–9         | 東前頭4枚目 7–8             | 東前頭5枚目 5–10        | 東前頭8枚目 7–8             |
| 2001年 （平成13年） | 西前頭10枚目 0–2–13     | 東十両5枚目 休場 0–0–15 | 東十両5枚目 12–3        | 西前頭14枚目 9–6            | 西前頭10枚目 8–7        | 東前頭8枚目 5–10            |
| 2002年 （平成14年） | 東前頭13枚目 7–8        | 東前頭14枚目 4–11       | 東十両4枚目 5–10        | 西十両9枚目 10–5            | 東十両6枚目 8–7         | 西十両5枚目 7–8             |
| 2003年 （平成15年） | 東十両8枚目 9–6         | 東十両4枚目 9–6         | 西十両筆頭 4–5–6        | 西十両7枚目 10–5            | 東十両2枚目 1–2–12      | 西十両13枚目 休場 0–0–15    |
| 2004年 （平成16年） | 西十両13枚目 引退 4–9–0 | x                       | x                       | x                           | x                       | x                           |
| 各欄の数字は、「勝ち-負け-休場」を示す。 優勝 引退 休場 十両 幕下 三賞：敢=敢闘賞、殊=殊勲賞、技=技能賞 その他：★=金星 番付階級：幕内 - 十両 - 幕下 - 三段目 - 序二段 - 序ノ口 幕内序列：横綱 - 大関 - 関脇 - 小結 - 前頭（「#数字」は各位内の序列） |                         |                         |                         |                             |                         |                             |

### 幕内対戦成績
| 力士名   | 勝数 | 負数 | 力士名   | 勝数 | 負数 | 力士名   | 勝数 | 負数 | 力士名 | 勝数 | 負数   |
| -------- | ---- | ---- | -------- | ---- | ---- | -------- | ---- | ---- | ------ | ---- | ------ |
| 蒼樹山   | 4    | 7    | 安芸乃島 | 9    | 10   | 安芸ノ州 | 1    | 0    | 曙     | 1    | 8      |
| 朝乃翔   | 8    | 3    | 朝乃若   | 9    | 8    | 旭豊     | 7    | 5    | 安美錦 | 2    | 0      |
| 皇司     | 2    | 3    | 大碇     | 2    | 2    | 大日ノ出 | 0    | 1    | 魁皇   | 2    | 6      |
| 海鵬     | 2    | 6    | 春日富士 | 6    | 5    | 厳雄     | 4    | 4    | 北勝鬨 | 8    | 6      |
| 北桜     | 1    | 1    | 旭鷲山   | 2    | 2    | 旭天鵬   | 4    | 3    | 旭道山 | 5    | 4      |
| 鬼雷砲   | 3    | 5    | 霧島     | 5    | 4    | 剣晃     | 3    | 4    | 光法   | 1    | 0      |
| 五城楼   | 0    | 4    | 琴稲妻   | 8    | 3    | 琴ヶ梅   | 1    | 1    | 琴錦   | 0    | 5      |
| 琴ノ若   | 7    | 4    | 琴富士   | 3    | 1    | 琴別府   | 6    | 3    | 琴光喜 | 0    | 1      |
| 琴龍     | 7    | 7    | 小錦     | 6    | 2    | 敷島     | 5    | 4    | 霜鳥   | 1    | 0      |
| 十文字   | 0    | 1    | 戦闘竜   | 1    | 1    | 大至     | 5    | 4    | 大翔鳳 | 7    | 6      |
| 大翔山   | 1    | 1    | 大善     | 8    | 4    | 大飛翔   | 1    | 1    | 貴闘力 | 5    | 15 (1) |
| 貴ノ浪   | 6    | 10   | 貴乃花   | 2    | 12   | 隆乃若   | 1    | 2    | 高見盛 | 0    | 1      |
| 隆三杉   | 3    | 2    | 玉海力   | 1    | 0    | 玉春日   | 2    | 7    | 玉乃島 | 1    | 2      |
| 玉力道   | 2    | 0    | 千代大海 | 1    | 3    | 千代天山 | 4    | 4    | 出島   | 3    | 4      |
| 寺尾     | 3    | 10   | 闘牙     | 3    | 5    | 時津海   | 2    | 6    | 時津洋 | 4    | 3      |
| 土佐ノ海 | 4    | 4    | 栃東     | 1    | 4    | 栃栄     | 2    | 1    | 栃乃洋 | 4    | 4 (1)  |
| 栃乃花   | 1    | 0    | 栃乃和歌 | 5    | 11   | 智ノ花   | 2    | 4    | 豊ノ海 | 2    | 1      |
| 浪乃花   | 2    | 6    | 濵錦     | 0    | 4    | 濱ノ嶋   | 11   | 6    | 追風海 | 1    | 1      |
| 肥後ノ海 | 11   | 8    | 日立龍   | 0    | 1    | 武雄山   | 0    | 2    | 三杉里 | 6    | 3      |
| 水戸泉   | 8    | 7    | 湊富士   | 6    | 4    | 雅山     | 0    | 1    | 武蔵丸 | 2    | 11     |
| 武双山   | 3    | 9    | 大和     | 1    | 0    | 力櫻     | 2    | 1    | 若翔洋 | 1    | 4      |
| 若孜     | 0    | 1    | 若の里   | 1    | 1    | 若ノ城   | 3    | 1    | 若乃花 | 3    | 9      |
| 和歌乃山 | 2    | 5    |          |      |      |          |      |      |        |      |        |

## 改名歴
- 小岩井 康年（こいわい やすとし）1987年3月場所-1989年5月場所
- 小城ノ洲 康年（おぎのしま-）1989年7月場所-1990年7月場所
- 小城錦 康年（おぎにしき-）1990年9月場所-2004年1月場所

## 四股名の由来
小城ノ洲の四股名は1989年5月場所限りで引退した兄弟子の元十両・出羽の洲から由来している。小城錦は従兄の四股名を継承したものである。
新聞（主に漢字2文字分しか表記スペースがない星取表）などでは頭文字の付かない城錦の略称も見られた。これは小錦や兄の小城乃花（小城）が先に幕内に昇進し、同時に在位しており重複を避けるためである。兄が引退した後（特に城錦康允が入門した2003年1月場所以降）は、兄と同じ小城の略称が使われたこともあった。

## 年寄変遷
- 中立 康年（なかだち やすとし）2004年1月-2005年3月
- 中立 康照（ - やすとし[6]）2005年3月-